# Euryopa peckorum
Euryopa peckorum är en skalbaggsart som beskrevs av Wittmer 1996. Euryopa peckorum ingår i släktet Euryopa och familjen Phengodidae. Inga underarter finns listade i Catalogue of Life.